# Aquanura

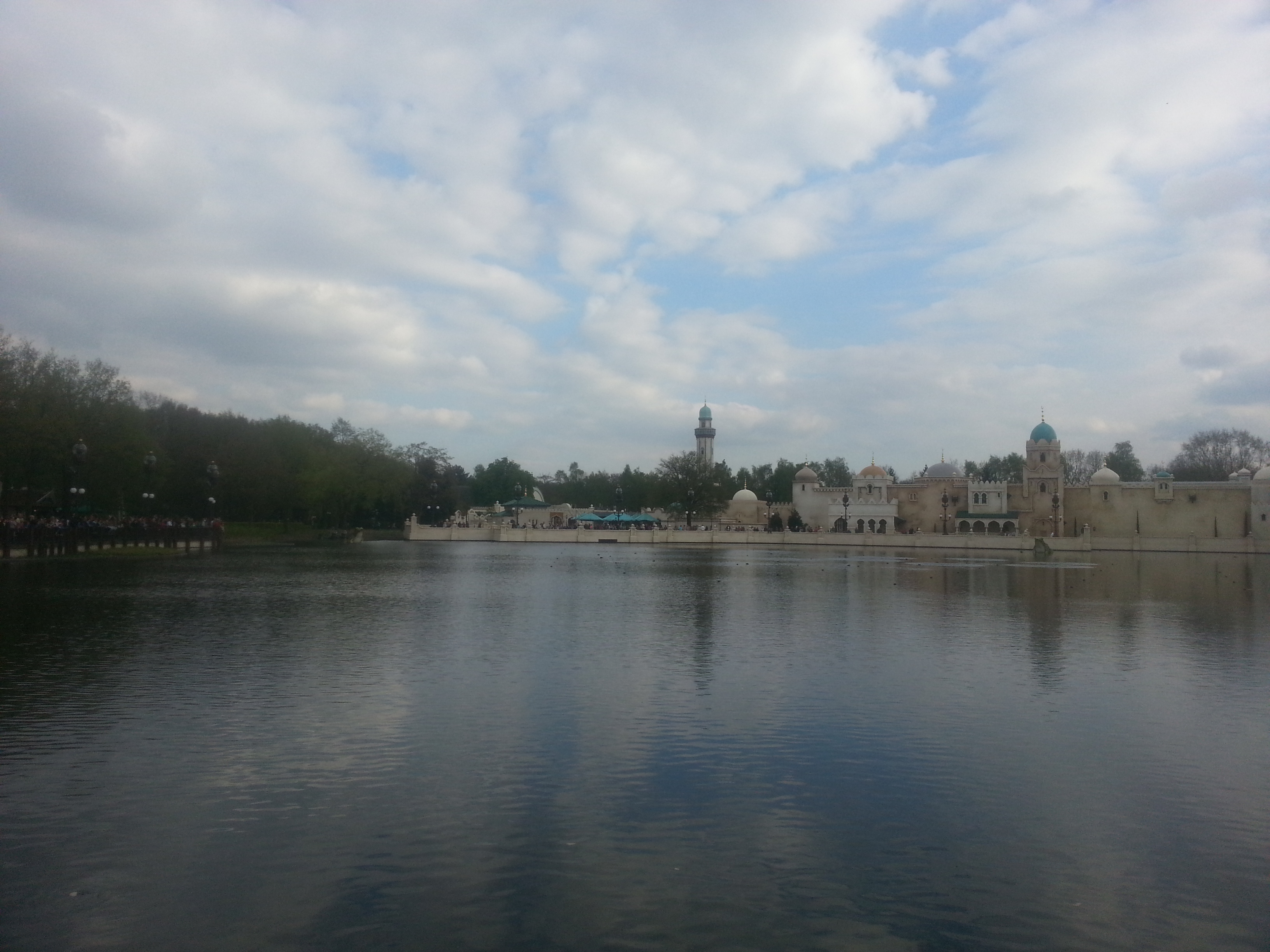
De locatie van de Aquanura in het Fantasierijk, op de voormalige roeivijver.

Aquanura is een waterorgel in de Efteling dat op 31 mei 2012 ter ere van het zestigjarig bestaan van het attractiepark werd geopend.

## De show
Het fonteinenspektakel is gebaseerd op shows in het resort Bellagio in Las Vegas, de Dubai Fountain en de World of Color in Disney California Adventure Park, en is ontwikkeld door Water Entertainment Technologies (WET), de Efteling en Tebodin Consultants & Engineers. Eftelingontwerper Jaap den Bleker coördineerde het creatieve proces. Aquanura is de grootste watershow van Europa en tot september 2016 de derde grootste ter wereld. De show is minimaal één keer per dag te zien in de Efteling, doorgaans rond sluitingstijd. Naargelang de drukte kunnen ook extra voorstellingen worden gehouden.
De show is losjes gebaseerd op het sprookje van de kikkerkoning van de Gebroeders Grimm. De kikkerkoning was een van de tien sprookjes waarmee op 31 mei 1952 het Sprookjesbos van de Efteling geopend werd. De inleiding van het sprookje, een korte samenvatting van het sprookje van de Kikkerkoning, wordt voorgelezen door Mies Bouwman, zowel in het Nederlands als het Engels.
In 2013 won Aquanura een Thea Award.

## Opening
Het waterspektakel werd op 31 mei 2012 officieel voorgesteld via een gala-avond voor zo'n 800 persmensen en genodigden en 2000 medewerkers van de Efteling. De show werd rechtstreeks uitgezonden via het YouTube-kanaal van de Efteling en de regionale tv-omroep Omroep Brabant en gepresenteerd door directievoorzitter Bart de Boer. Tijdens de show werden herinneringen opgehaald aan zestig jaar Efteling. Aan het eind van de show werd dan de allereerste avondvoorstelling van Aquanura gebracht, gevolgd door vuurwerk. Op 1 juni 2012 vond om 15:00 uur de eerste publieke voorstelling van Aquanura plaats.

## Techniek
Aquanura beschikt in totaal over 200 fonteinen die weer onderverdeeld zijn in 9 soorten. Elk soort heeft een eigen reikwijdte en speciaal effect.
Naast een groot aantal fonteinen ondersteunen 4 grote kikkers de show. De kikkers spuiten, net zoals de varianten in het Sprookjesbos, water. Één kikker draagt een kroon, zoals het sprookje ook vertelt. Tevens wordt de show naast de 900 lampen in de vijver ondersteund door 29 licht- en audiomasten rondom de vijver. Boven in deze masten, op 7,5 meter hoogte, bevinden zich moving heads die de show visueel bijstaan.

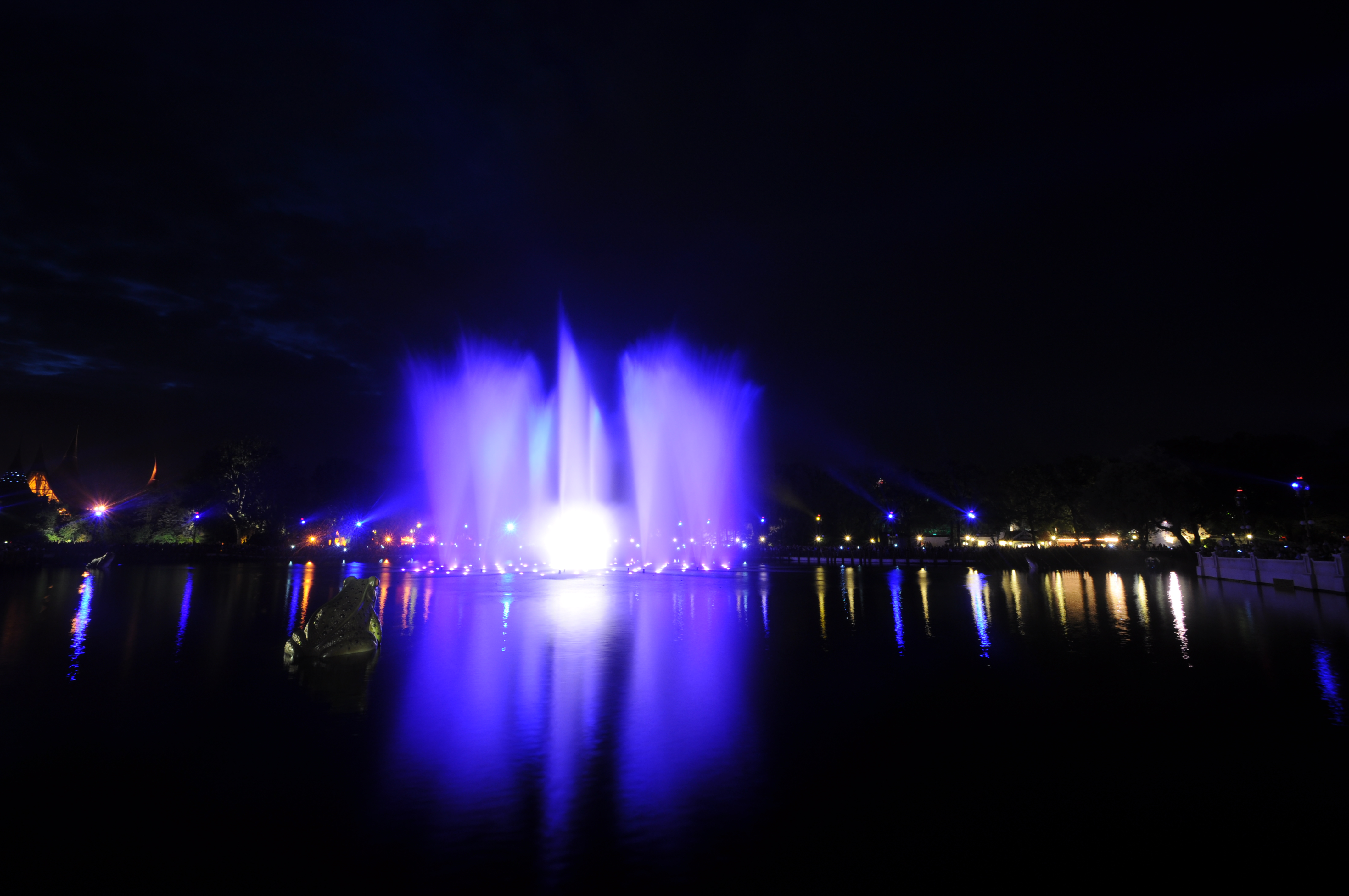
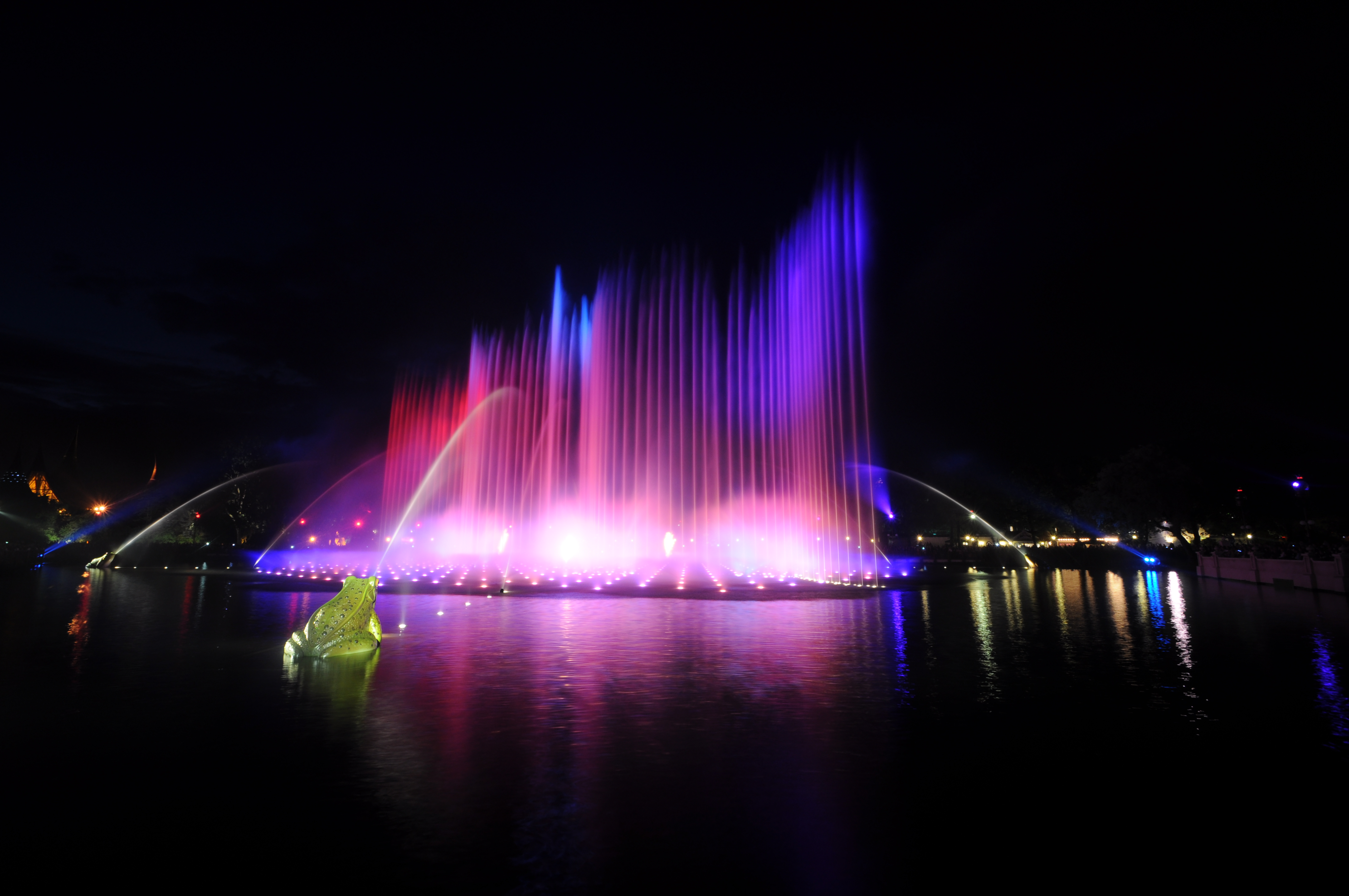
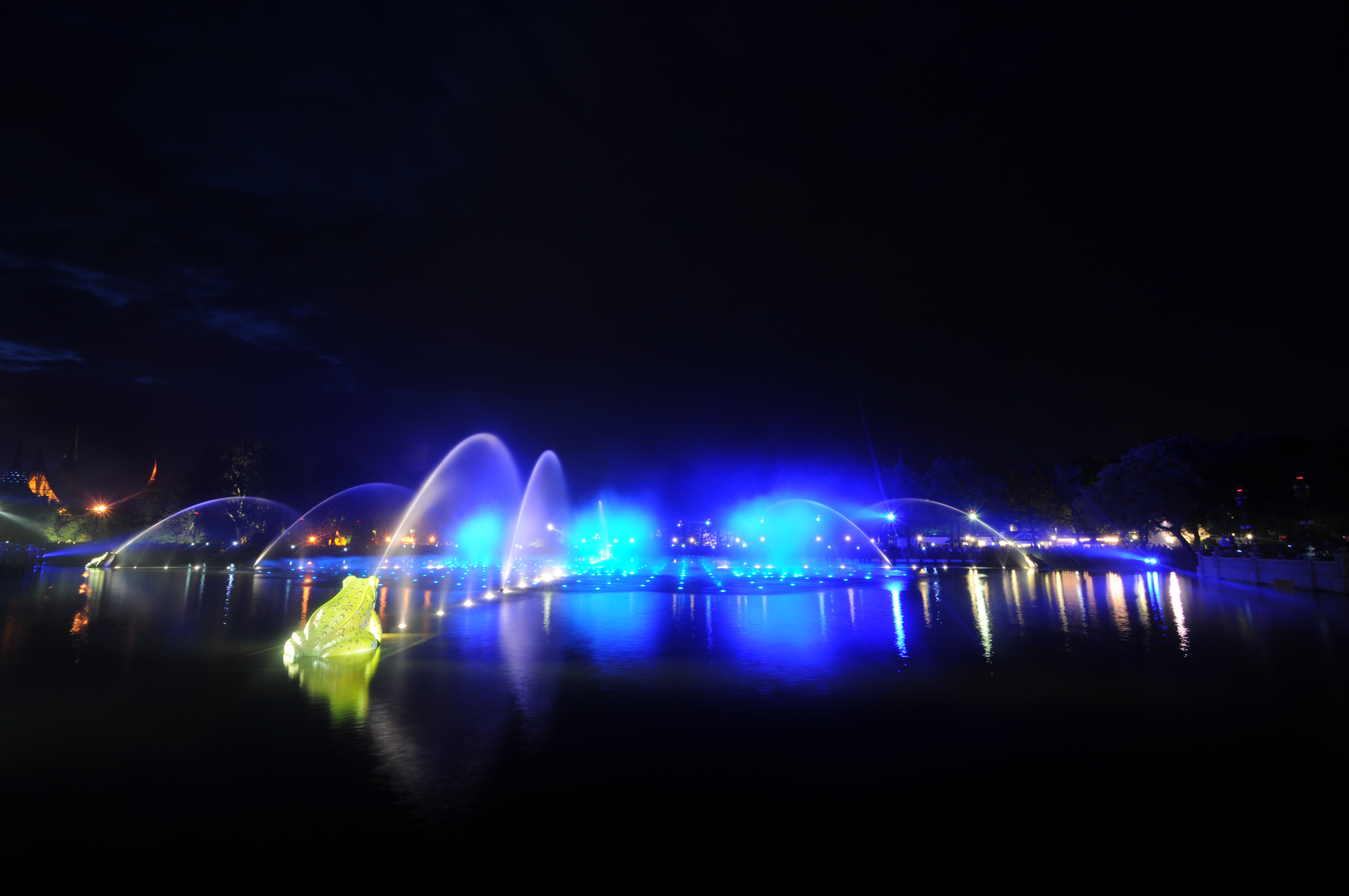

## Muziek
De muziek van Aquanura bevat een medley van bekende Eftelingmuziek bestaande uit het thema van By the sleepy lagoon van Eric Coates als rode draad en de Danse Macabre van Camille Saint-Saëns als apotheose in versie 1.0 en het hoofdthema van Joris en de Draak als apotheose in versie 2.0, met de lifthill-track (Onderwereld) van de Vliegende Hollander als slotstuk. De muziek werd opgenomen in de Galaxy Studios in Mol met het Brabants Orkest . De volgorde van de muziekfragmenten is als volgt:

### Eerste Efteling Symfonie
- De Magische Klok - By the sleepy lagoon (Eric Coates) - prelude
- Villa Volta - Hoofdthema (Ruud Bos)
- De Magische Klok - By the sleepy lagoon (Eric Coates) - intermezzo
- De Indische Waterlelies - Afrikaan Beat (Bert Kaempfert)
- Carnaval Festival (Toon Hermans)
- De Magische Klok - By the sleepy lagoon (Eric Coates) - intermezzo
- Raveleijn - Joost en Halina (René Merkelbach)
- Raveleijn - Finale ruiters (René Merkelbach)
- Droomvlucht - Kastelenrijk (Ruud Bos)
- Paddenstoelen - Menuet in G, BWV 114 (Johann Sebastian Bach)
- Spookslot/Danse Macabre - Danse Macabre (Camille Saint-Saëns) - apotheose

### Tweede Efteling Symfonie
Eind 2013 is er een nieuwe versie van Aquanura: De Tweede Efteling Symfonie, in voorpremière gegaan met een nieuwe soundtrack en aangepaste lichteffecten. Deze show ging op 1 april 2014 officieel in première. Volgens voormalig directeur Bart de Boer blijven zowel de Eerste als de Tweede Efteling Symfonie in gebruik.
- De Magische Klok - By the sleepy lagoon (Eric Coates) - prelude
- Fata Morgana - Harem (Ruud Bos)
- De Magische Klok - By the sleepy lagoon (Eric Coates) - intermezzo
- Gondoletta - Concerto pour harpe et orchestre, deel 1: Allegro Brillante (François-Adrien Boïeldieu)
- Monsieur Cannibale - Hoofdthema (Gerard Gustin en Sacha Distel)
- De Magische Klok - By the sleepy lagoon (Eric Coates) - intermezzo
- De Vliegende Hollander - De Opstaphaven (René Merkelbach)
- De Magische Klok - By the sleepy lagoon (Eric Coates) - intermezzo
- Droomvlucht - Wonderwoud (Ruud Bos)
- De Rode Schoentjes (Ruud Bos)
- De Magische Klok - By the sleepy lagoon (Eric Coates) - intermezzo
- Joris en de Draak - Hoofdthema (René Merkelbach) - apotheose
- De Vliegende Hollander - Onderwereld (René Merkelbach) - slotstuk

### Tiësto
De Efteling heeft in 2014 in samenwerking met Tiësto een nieuwe show gemaakt voor Aquanura. Deze show ging op 16 december in première tijdens een besloten evenement. De muziek van deze show bevat naast een aantal bekende Eftelingmelodieën ook een aantal nummers van Tiësto zelf. In tegenstelling tot de eerdere shows is de muziek niet klassiek, maar is het een dancemix. Ook komt het thema van de Magische Klok, By the sleepy lagoon van Eric Coates niet voor in de show. Deze show is te zien tijdens speciale dagen, zoals het Oud en Nieuw Feest.

### Aquanura met een zachte G
In 2020 maakte de Efteling een nieuwe fonteinenshow voor Aquanura. Het fonteinenspektakel ging op 8 oktober 2020 in première en omvat een mix van bekende Eftelingmelodieën en Guus Meeuwis-klassiekers. De show draagt de titel Aquanura met een zachte G, een verwijzing naar zijn populaire concertreeks. De show is niet vaak te zien: ter gelegenheid van het 25-jarige jubileum van de zanger werd de show van 9 oktober 2020 tot en met 4 november 2020 vertoond. Een jaar later is de show opnieuw te zien, volgens de aankondiging vanaf 17 december 2021 tot en met 26 december 2021. Dit keer ter promotie van het livestream-concert van The Streamers, waar de Brabantse zanger onderdeel van uitmaakt. De show is in deze periode slechts twee keer vertoond, het attractiepark moest op 19 december 2021 opnieuw haar deuren sluiten wegens de aangescherpte coronamaatregelen.
De show werd in 2024 na een grondige opknapbeurt van Aquanura van 7 november t/m 11 december tijdelijk weer opnieuw vertoond om de periode te overbruggen die de Efteling nodig had om een volledige nieuwe show te programmeren. Hij werd voor deze periode gebruikt als dagelijkse show. Hierbij werd ook een nieuwe omroep gebruikt die was ingesproken door Qmusic-dj Domien Verschuuren.

### Efteling Symphonica
Op 11 december 2024 ging de nieuwe show met de naam "Efteling Symphonica" in première. De vuureffecten zijn in deze show vervangen door "bakens van licht", vier grote lantaarns achter de kikkers waarop is te zien welke muziek er tijdens de show is te horen. Tijdens deze show werd de komst van een gloednieuw hotel pal naast de entree van de Efteling aangekondigd, het Efteling Grand Hotel. Dit hotel opende acht maanden later, op 1 augustus 2025 de deuren. Zo is als leidmotief van de show de muziek te horen die ook in het hotel is te horen. Daarbij worden de fonteinen aangelicht in de kleuren van het hotel. Ook is het hotel te zien op de "bakens van licht". Voorafgaand aan de show klinkt bovendien de tekst: "In dit meer van Fantasie borrelen wonderlijke melodieën op, aangezwengeld door een grote Magische Pendule". Hiermee wordt een verwijzing gemaakt naar de Magische Pendule die is te zien op de gevel van het nieuwe hotel. Ook zijn er naast bestaande Eftelingmelodieën enkele melodieën van nieuwe attracties te horen. Zo is de muziek van Max & Moritz en Sirocco te horen en de nieuwe versie van Danse macabre zoals die ook te horen is in de gelijknamige attractie.

## Locatie
Aquanura is te zien op het Meer van Fantasie (voorheen Vonderplas), de voormalige Roeivijver van de Efteling, gelegen naast Fata Morgana in het themagebied Fantasierijk. Hierdoor is de Roeivijver definitief uit het park verdwenen. Tijdens de bouw van Aquanura werden aan de oevers van de Vonderplas vier vlonders gebouwd van waar in totaal 6500 bezoekers tegelijk de watershow kunnen bekijken. De show is van bovenaf te zien vanaf het panoramaterras Loreley in het Efteling Theater en sinds 1 augustus 2025 ook vanuit de restaurants van het nieuwe Efteling Grand Hotel, zodat de show ook is te combineren met een diner. Ook vanuit een  aantal kamers van het nieuwe hotel(de blauwe kamers) is de show sinds die datum van bovenaf te zien, zodat deze ook is te combineren met een overnachting.